# Nebulosa da Dupla Hélice

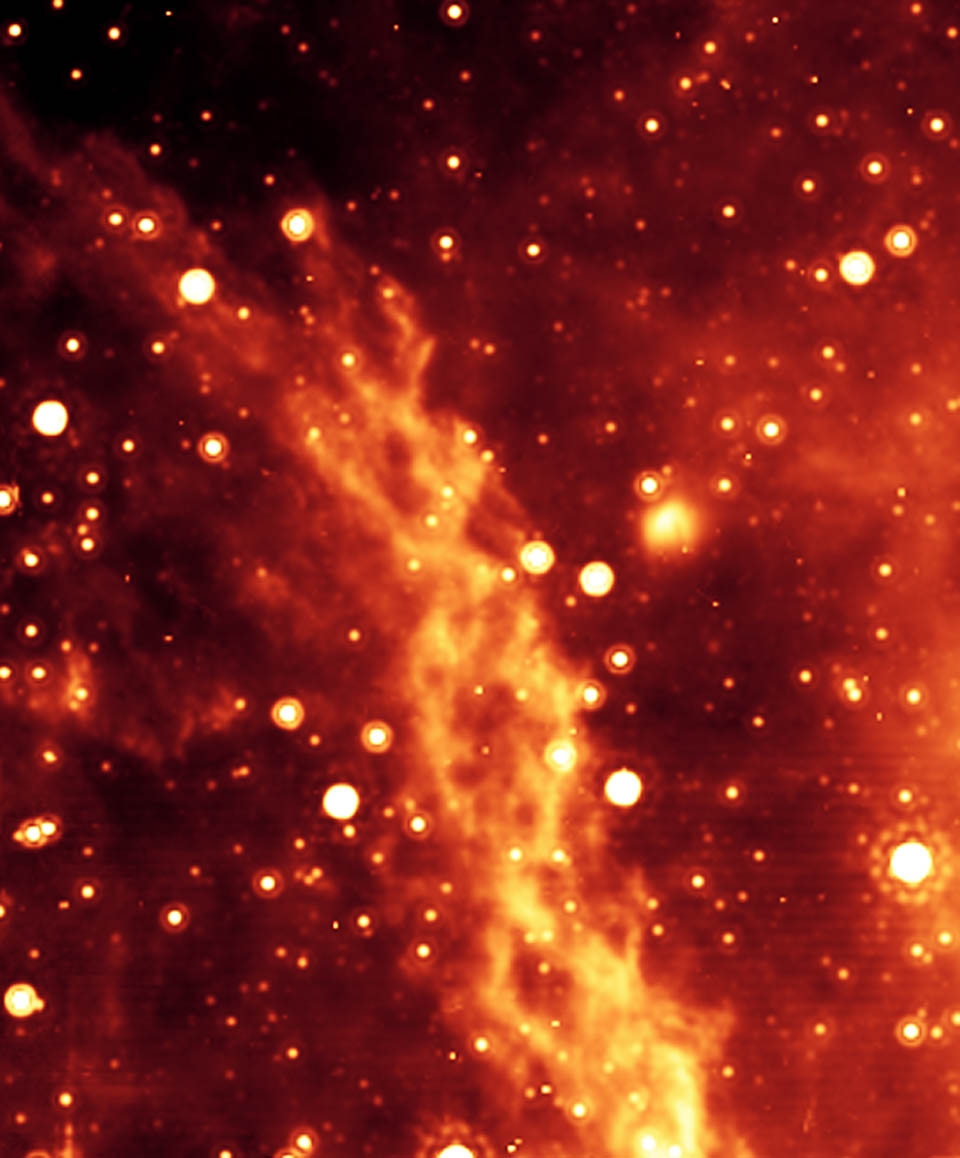
Nebulosa da Dupla Hélice, assemelha-se muito com o formato do DNA humano. (Imagem coloridas artificialmente)

A Nebulosa da Dupla Hélice (também conhecida como Nebulosa DNA devido a sua forma) é uma nebulosa difusa perto do centro da nossa galáxia. Acredita-se que esta nebulosa têm sido distorcida por torção magnética na forma de duas espirais ligado, conhecida popularmente como uma dupla hélice, semelhante à forma de DNA.
A nebulosa foi descoberto pelo Telescópio Espacial Spitzer. Aparentemente esta nebulosa tem 80 anos-luz de comprimento, e esta a 300 anos-luz do possível buraco negro supermassivo que esta no centro da galáxia, a 25 mil anos-luz da Terra.
Esta nebulosa é visto como uma evidência circunstancial de que os campos magnéticos no centro da nossa galáxia são extremamentes fortes, mais de 1.000 vezes mais forte do que aqueles do sol. Nesse caso, eles podem ser conduzidos pelo disco maciço de gás orbitando o buraco negro central.
A Nebulosa Dupla Hélice  não deve ser confundida com a Nebulosa Helix, uma nebulosa planetária a apenas 650 anos-luz da Terra.